# The Wonders
The Wonders war eine fiktive US-amerikanische Beatgruppe, die für den Film That Thing You Do! kreiert wurde. Die Band bestand aus Sänger Mike Viola (* in Boston) und anderen Studiomusikern, wurde aber im Film von Tom Everett Scott (Guy Patterson), Johnathon Schaech (James Mattingly III), Steve Zahn (Lenny Haise) und Ethan Embry (TB Player / The Bass Player) dargestellt.
Ursprünglich trug die Band den Namen „The Oneders“ (gesprochen: Wonders), eine Kombination aus „One“ und „Wonder“. Weil die meisten Leute den Namen irrtümlicherweise als „Oh-nee-ders“ aussprachen, verzichtete man auf das Wortspiel und vereinfachte ihn zu „The Wonders“.
Der Titel That Thing You Do!, der eine wichtige Rolle im Film spielt, wurde als Single veröffentlicht und stieg Ende 1996 in die Billboard Hot 100 (Platz 41), Anfang 1997 auch in die Charts in Großbritannien (Platz 22) und Deutschland (Platz 90).
Ein Album der Band gab es zwar nicht, aber auf dem Soundtrack zum Film befanden sich neben dem Hit, der von Adam Schlesinger geschrieben und von Uncle Bob produziert wurde, und einigen Beiträgen anderer Künstler vier weitere The-Wonders-Songs und eine Live-Version von That Thing You Do!.

## Diskografie
- 1996: That Thing You Do! (Single, Epic)
- 1996: That Thing You Do! – Original Motion Picture Soundtrack (und diverse Interpreten) (Kompilation, Epic Soundtrax)